# Селективно-детонуючі вибухові речовини
Селективно-детонуючі вибухові речовини (рос. селективно-детонирующие ВВ, англ. selectively detonating explosives (blasting agents); нім. selektive detonierende Sprengstoffe m pl) – запобіжні вибухові речовини ВР, що включають компоненти з різко відмінною реакційною здатністю, з яких найбільш реакційно здатний (напр., нітрогліцерин) детонує за будь-яких умов вибуху (заряд відкритий або замкнути у шпурі), а інші – тільки в замкнутому об’ємі, коли тиск, створений первинним процесом, не падає надто швидко. У випадку повного або часткового оголення заряд С.-д. ВР не являє небезпеки внаслідок недостатності температури, що досягається при перетворенні тільки найбільш реакційноздатного компонента. 